# Парис (Тенеси)
Парис (енгл. Paris) град је у америчкој савезној држави Тенеси.

## Демографија
По попису из 2010. године број становника је 10.156, што је 393 (4,0%) становника више него 2000. године.
| Група             | 2000.         | 2010.         |
| Белци             | 7.468 (76,5%) | 7.723 (76,0%) |
| Афроамериканци    | 1.978 (20,3%) | 1.955 (19,2%) |
| Азијати           | 59 (0,6%)     | 65 (0,6%)     |
| Хиспаноамериканци | 115 (1,2%)    | 166 (1,6%)    |
| Укупно            | 9.763         | 10.156        |